# مناقشه جزایر کوریل

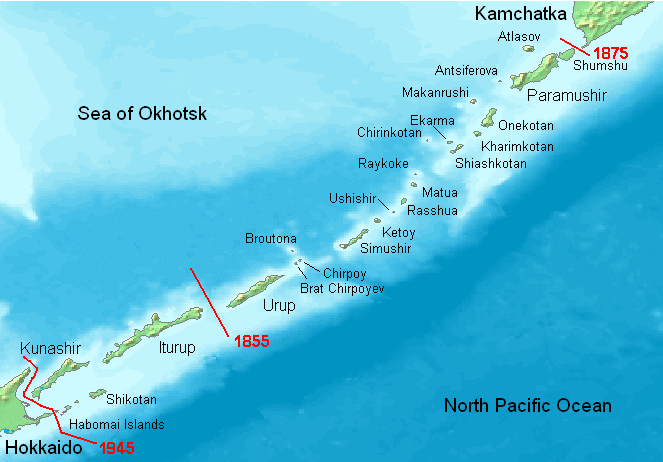
نقشه مرز بین روسیه و ژاپن در سال سال ۱۸۵۵ و پس از عهدنامه شیمودا و در سال ۱۹۴۵ با خط قرمز مشخص شده‌است. چهار جزیره مزبور مابین این دو خط قرمز قرار گرفته‌اند.

مناقشه جزایر کوریل (روسی: Итуруп) اختلاف نظر میان ژاپن و روسیه و نیز برخی از افراد مردم قوم آینو (ژاپن) بر سر حق حاکمیت جزایر کوریل است. این جزایر بین شمال هوکایدو و شبه‌جزیره کامچاتکا، در دریای اختسک در اقیانوس آرام قرار گرفته‌اند. جزایر کوریل در روسیه جزایر کوریل جنوبی و در ژاپن سرزمین‌های شمالی خوانده می‌شود.

## جزایر مورد مناقشه
این چهار جزیره عبارتند از:
- ایتوروپ
- جزیره کوناشیری
- شیکوتان
- جزایر هابومای، هابومای شامل چند جزیره کوچک است که ساکنان آن به صید خرچنگ و خزه دریایی و غیره اشتغال دارند. وقتی موضوع چهار جزیره شرق استان هوکایدو مطرح می‌شود که این مجمع الجزایر را یکی از چهار جزیره به حساب می‌آورند. زمانی که این چهار جزیره هنوز در اختیار ژاپن بود در اقتصاد ژاپن بسیار مهم تلقی می‌شد چون از نظر صید انواع ماهی و خرچنگ و سایر آبزیان بسیار غنی است.

## تاریخچه
در روز هفتم فوریه سال ۱۸۵۵ در عهدنامه شیمودا پیمانی بین دو کشور ژاپن و روسیه امضا شد که یکی از مفاد آن تعلق چهار جزیره مزبور به کشور ژاپن بود.
این چهار جزیره از زمان جنگ جهانی دوم در اشغال روسیه باقی مانده‌است. در آن زمان نیروهای شوروی سابق ۱۷ هزار ژاپنی ساکن جزایر را بیرون راندند. در آن زمان دولت‌های آمریکا و روسیه شرط‌هایی را برای پایان جنگ اعلام کردند. یکی از این شرط‌ها این بود که نیروهای ارتش ژاپن از کره (کشور) و تایوان خارج شود و بعضی از جزایری را که اشغال کرده رها کند. اگر چه دولت ژاپن تعلق بر چهار جزیره را به ژاپن اعلام کرد اما آمریکا و روسیه نپذیرفتند و چهار جزیره همچنان در اشغال روسیه باقی ماند. دولت ژاپن از آن زمان تاکنون تلاش‌های دیپلماتیک گسترده‌ای برای پس گرفتن چهار جزیره از روسیه کرده‌است ولی به نتیجه نرسیده‌است. ساکنان چهار جزیره مزبور بدون اخذ روادید به ژاپن سفر می‌کنند و متقابلاً اتباع ژاپنی نیز می‌توانند بدون روادید به این جزایر سفر کنند. در حال حاضر حدود ۱۴ هزار روس در این جزایر زندگی می‌کنند که عمدتاً به ماهیگیری اشتغال دارند. چهار جزیره کوریل ارزش اقتصادی یا استراتژیک خاصی ندارند و بیشتر بر مبنای رویکردهای ملی‌گرایانه منشأ مناقشه دو کشور هستند.

## روز قلمروی شمالی
در سال ۱۹۸۱ دولت ژاپن هفتم فوریه را روز قلمروی شمالی (حاکمیت ژاپن بر چهار جزیره شرق استان هوکایدو) تعیین کرد. برای برانگیختن حس وطن دوستی ژاپنی‌ها و برای آنکه تمامیت ارضی کشور در اذهان باقی بماند در این روز مراسمی در بعضی از محافل ژاپن برگزار می‌شود و سخنرانان در مورد چهار جزیره و حاکمیت ژاپن بر آنها سخنرانی می‌کنند.